# پورتلو

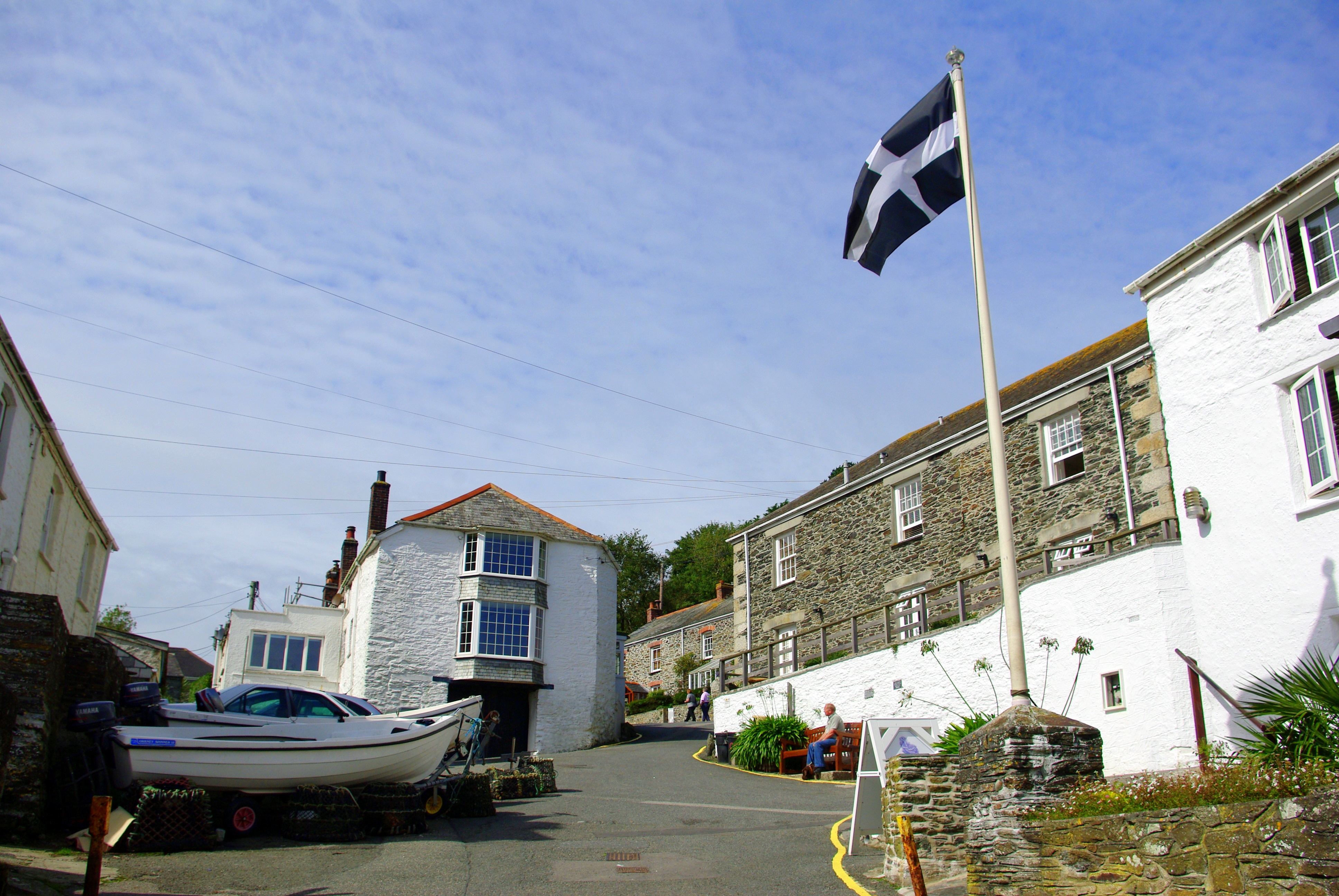
منظره‌ای از پورتلو.

پورتلو (انگلیسی: Portloe) یک روستای کوچک در کورن‌وال انگلستان واقع در شبه جزیره رزلند می‌باشد. در پورتلو  دو کشتی ماهیگیری تمام وقت کار می کند.